# پلاتین در بدن
عناصر گروه پلاتین و طلا در طی ذوب جزئی و تمایز ماگمایی متعاقباً از سنگ گوشته خود جدا می‌شوند. در نتیجه انواع مختلف سنگهای افیولیتی حاوی مقادیر مختلف فلز نجیب و غشاهای نرمال شده کندریت PGE هستند.
رفتار ژئوشیمیایی PGE و طلا به شدت وابسته است. در مورد وجود سولفیدها که اصلی‌ترین مواد معدنی حامل فلز نجیب هستند. در حین ذوب شدن جزئی، سولفیدهای بینابینی به راحتی مایع می‌شوند، سپس در مذاب سیلیکات حل می‌شوند. در طول تمایز ماگماییایی، آلیاژهای Os-Ir-Ru و سولفیدها ابتدا در فوگاسیته گوگرد کم و دمای بالا متبلور می‌شوند. آنها را می‌توان در کریستالهای کرومیت در حال رشد قرار داد که یک مایع غنی شده با Rh-Pt-Pd-Au را ترک می‌کند. در اتصالات گوگرد بالاتر گوگرد، یک مایع سولفید غیرقابل مخلوط می‌تواند تقریباً تمام فلزات نجیب را تفکیک و جمع‌آوری کند و یک مایع سیلیکات تخلیه شده باقی بگذارد.
دو نوع اصلی غلظت ماگمایی PGE در افیولیت وجود دارد: در کرومیتیت و در رسوبات سولفید. Os , Ir و Ru به عنوان ترکیبات معدنی در کرومیت به شدت در کرومیتیت متمرکز شده‌اند. غلظت مکانیکی این PGM در ماگمای جریان آشفته باید غنی سازی PGE برخی غلافهای کرومیتیت را توضیح دهد (ppm PGE<1). غلظت سولفید عمدتاً در قسمت اولترامافیک پایین بخش پوسته وجود دارد. آنها Rh , Pt , Pd و غنی از طلا هستند. این موارد سولفید می‌تواند هدف جدیدی برای اکتشاف فلز نجیب در افیولیت‌ها باشد.
طلا، و در میزان کمتری Pd و Pt به راحتی توسط گردش خون هیدروترال تحریک می‌شوند. طلا در طول مارپانتیناسیون: طلا تا درجه اقتصادی به‌طور عمده در سرپانتینیت کربوناتیزه (لیستوآنیت حامل طلا) و در مناطق غنی از سولفید و / یا آرسنید در سرپانتینیت متمرکز می‌شود. رسوبات سولفید ماسف در افیولیت‌ها غالباً با چادرهای نسبتاً زیاد طلا مشخص می‌شوند. طلا احتمالاً با استفاده از سیستم‌های همرفتی هیدرو حرارتی از سنگ‌های گوشته اولترامافیک استخراج شد. در آخر غنی سازی کمی Pt , Pd، و طلا در رسوبات نسبی فلزگر مشاهده می‌شود. تمام رسوبات برافروزنده رسوبی، عناصر احتمالی اکتشاف فلزات نجیب هستند.